# Ед, Едд и Едди
„Ед, Едд и Едди“ (на английски: Ed, Edd n Eddy), понякога изписвано на български като „Ед, Ед и Еди“, е канадско-американски анимационен сериал, създаден от Дани Антонучи и продуциран от студиото „a.k.a. Cartoon“ за Cartoon Network. Сериите са шестата подред анимация за Cartoon Network, като премиерата е през 1999 г. По първоначален план трябва да има само четири сезона, но телевизията поръчва още два, правейки ги общо шест.

## Сюжет
Внимание:  Текстът по-долу разкрива сюжета на произведението (или части от него)!
Анимацията се върти около три момчета: Ед, който е доста по-глупав от останалите, не поддържа хигиена и често говори граматически неправилно; Едд, често наричан Двойно Д, е най-умният от тримата, и често напътства Едди както за плановете му да измъква пари от другите деца в градчето, така и им се кара на моменти с Ед, и за разни други работи; и Едди, който е самопровъзгласеният лидер на триото и най-дивият и жаден за пари от тях. Заедно познати като „Едовете“ те живеят в измислен град на име Пийч Крийк Истейтс, където се намира така нареченият „cul-de-sac“ („глуха/задънена улица“ в буквален превод). Другите герои, и техни връстници са Кевин, Наз, Ролф, сестрата на Ед Сара, Джими, Джони и неговият приятел-дъска Пленк, и полусестрите Мей, Лий и Мари Кенкър. От всички тях Кевин най-много мрази Едовете, особено Едди. Той много обича да кара колелото си, с Наз са приятели. Ролф е фермер, син на овчар от непознат произход, който изпълнява доста странни ритуали и като цяло, по се разбира с Едовете (освен когато не го ядосат жестоко, особено Едди). Джони е самотникът в улицата, заедно с неговия приятел, който представлява дъска дърво с изрисувани очи и уста, когото само самият Джони разбира и говори с него, и Джони често представлява голяма досада за останалите деца в градчето. Сара е крайно жестоката, разглезена и гадна сестра на Ед, която често му крещи, държи се с него едва ли не като с животно, и го командва да прави това и онова, заплашвайки го, че иначе ще го обади на майка им...
А сестрите Лий, Мари и Мей Кенкър живеят в една каравана, малко изолирани от Пийч Крийк Истейтс. Когато обаче навлязат за нещо в задънената улица, където живеят Ед, Двойно Д и Едди и техните връстници, сестрите Кенкър всяват ужас и създават проблеми както на тримата главни герои, така и на останалите персонажи от филмчето – всички те се страхуват, малко или много, от тях. Въпреки това, докато Ед, Едд и Едди изпитват страх и ужас от тези 3 момичета, те от своя страна ги харесват – Лий си пада по Едди, Мей по Ед и Мари по Двойно Д.
Водени от Едди, и тримата често се опитват да измъкнат пари от връстниците си чрез разни измамни схеми, в които Едди изисква от всяко дете по 25 цента за това и онова, и с тях да си купуват бонбони (т.нар. на английски „jawbreakers“). Обикновено плановете им се провалят (често заради глупостта на Ед) и те изпадат в затруднена или неловка ситуация. Тримата герои иначе рядко излизат извън задънената улица, където живеят. Едди от време на време се фука пред останалите с по-големия си брат, който никога не се появява в сериите и дори името му не се знае. По този начин Едди се мъчи да спечели уважението на връстниците си. Любопитен похват на сериала е, че родителите почти не присъстват и биват показвани единствено ръцете им. През 2005 г. излиза и видео игра по сериала.

## Информация за бъдещето на сериала
Вместо шести сезон, екипът решава да се съсредоточи върху направата пълнометражен филм, озаглавен „Ed, Edd n Eddy's Big Picture Show“. Действието му се развива около търсенето на брата на Едди, тъй като тримата Едове са нанесли страшна поразия на останалите герои, и гледат по най-бързия начин да се спасят от тях и силния им гняв, търсейки защита именно от брата на Едди, който, противно на преувеличените хвалби за него от страна на Едди, в крайна сметка се оказва един пълен хулиган, който третира по-малкия си брат като някакъв предмет. В САЩ филмът излезе на 8 ноември 2009 г.

## „Ед, Едд и Едди“ в България
В България сериалът започва излъчване по Нова телевизия на 10 февруари 2008 г., като част от детската програма „Часът на Уорнър“, всяка неделя от 09:30 и завършва с края на четвърти сезон на 1 февруари 2009 г., като е дублиран на български. На 27 октомври 2008 г. започва повторно излъчване на първи сезон, като първи епизод е излъчен от 06:30, а разписанието му е всеки делничен ден по два епизода от 06:00 и завършва на 4 ноември. През 2010 г. започва повторно излъчване на втори сезон през делничните дни след полунощ, като в програмата за телевизиите името на сериала не се споменава. На 8 декември 2010 г. започва пети сезон, като неговото разписание също е след полунощ и не се спомената в програмата, а последният епизод се излъчи на 22 декември. На 23, 24 и 27 декември за последно се излъчват епизоди. През януари 2011 г. пети сезон започва още веднъж и продължава и през февруари. Дублажът е на Арс Диджитал Студио, чието име се споменава от пети сезон. Ролите се озвучават от артистите Ася Братанова, Здрава Каменова от първи до четвърти сезон, Нина Гавазова от пети до края на сериала, Цанко Тасев, Александър Воронов от първи до четвърти и Светозар Кокаланов от пети до края на сериала.
На 10 ноември 2009 г. започва повторно излъчване по PRO.BG, всяка събота и неделя от 09:00.